# Karma-Spiel
Das Karma-Spiel (tibetisch: Sa-gnon rNam-bzhags mit der Bedeutung ‚Bestimmung des Aufstiegs in Stufen‘) ist die in Europa gebräuchliche Bezeichnung für ein tibetisches Brettspiel, das den Reinkarnationszyklus (Samsara) des Menschen bis zur Buddhaschaft symbolisiert.
Jedes der 13 mal 8 Felder trägt den Namen eines bestimmten Inkarnationstyps, das 104. entspricht dem Nirvana. Die karmische Bilanz jeder Inkarnation wird gewürfelt, wobei jedes Feld eine Liste jener weiteren Felder enthält, die im Falle der verschiedenen Würfelergebnisse an dieser Stelle einzunehmen sind. Das 24. Feld (ganz links, 3. von unten) markiert den Spielbeginn. Die Felder 1 (ganz rechts unten) und 48 sind Fallen, die erst nach ein- bis sechsmaligem Erzielen der gleichlautenden Würfelergebnisse 1 bis 6 (d. h. nach einmal 1 und zweimal 2 etc., also nach frühestens 21 Würfen) nach 9 bzw. 52 verlassen werden können. Derjenige (von beliebig vielen Spielern), der als Erster das Nirvana-Feld (links oben) erreicht, hat gewonnen.
Die Sanskrit-Bezeichnung des Spiels lautet Bhûmyâkramana-vyavasthâpana. Die in Bhutan gebräuchliche Variante heißt Sa-lam rNam-bzhags (‚Bestimmung der Pfade zu den Stufen‘), denn sie enthält in der Mitte oben noch 13 Bodhisattva-Stufen, die der Vollendung vorausgehen. Die ursprüngliche, von Sa-skya Pandita (* 1182; † 1251) erfundene Version hatte 8 mal 9 Felder.